# المرشحة المثالية
المرشحة المثالية هو فيلم درامي سعودي 2019 من إخراج هيفاء المنصور. تم اختياره للتنافس على جائزة الأسد الذهبي في مهرجان البندقية السينمائي الدولي السادس والسبعين. وتعد هذه المرة الأولى التي يشارك فيها فيلم سعودي في المسابقة الرسمية لمهرجان البندقية. وقد تم اختياره كمرشح المملكة العربية السعودية لأفضل فيلم بلغة أجنبية في حفل توزيع جوائز الأوسكار الثاني والتسعين، لكنه لم يتم ترشيحه للقائمة النهائية.

## ملخص
يتناول الفيلم قصة طبيبة سعودية شابة تسعى لتغيير نمط التفكير المتحفظ في مجتمعها ويحاول استعراض العقبات التي تواجه امرأة تترشح لمنصب محلي بسبب التمييز على أساس الجنس. ويعكس الفيلم التغييرات التي شهدتها السعودية، والتي شملت تخفيف قيود نظام ولاية الرجل، إذ يبدأ ببطلة الفيلم مريم وهي تقود سيارتها.

## طاقم التمثيل
- ميلا الزهراني في دور مريم.
- نوره العوض في دور سارة.
- ضي الهلالي في دور سلمى.
- خالد عبد الرحيم.

## الاستقبال
في مقال بصيحة الغارديان، اعتبر زان بروكس الفيلم «تحية لروح الأنثى التي لا تقهر»، مشيراً إلى أنه يمكن اعتباره جزءاً جديداً لفيلم هيفاء المنصور الأول «وجدة»، حيث «يسير على الاتجاه نفسه في الانتصار للمرأة العربية».
ووصفه الناقد أليكس بيلينغتون في مقاله بموقع First Showin بأنه «فيلم ملهم ورفيع، ويمنح حكاية جديرة بالمتابعة، بغض النظر عن الموطن والانتماء والجذور»، ووصف المخرجة السعودية هيفاء المنصور بأنها مستمرة في التعلم والنضج على المستوى السينمائي.

## روابط خارجية
- المرشحة المثالية على موقع IMDb (الإنجليزية)
- المرشحة المثالية على موقع ميتاكريتيك (الإنجليزية)
- المرشحة المثالية على موقع روتن توميتوز (الإنجليزية)
- المرشحة المثالية على موقع ألو سيني (الفرنسية)
- المرشحة المثالية على موقع أول موفي (الإنجليزية)
- المرشحة المثالية على موقع فيلمافينيتي (الإسبانية)
- المرشحة المثالية على موقع قاعدة بيانات الأفلام السويدية (السويدية)
- المرشحة المثالية على موقع قاعدة بيانات الفيلم (الإنجليزية)
- المرشحة المثالية على موقع ليتربوكسد (الإنجليزية)
- المرشحة المثالية على موقع كينوبويسك (الروسية)